# Lysandra typica
Lysandra typica är en fjärilsart som beskrevs av Tutt 1910. Lysandra typica ingår i släktet Lysandra och familjen juvelvingar. Inga underarter finns listade i Catalogue of Life.